# Filière (zoologie)
Pour les articles homonymes, voir Filière.

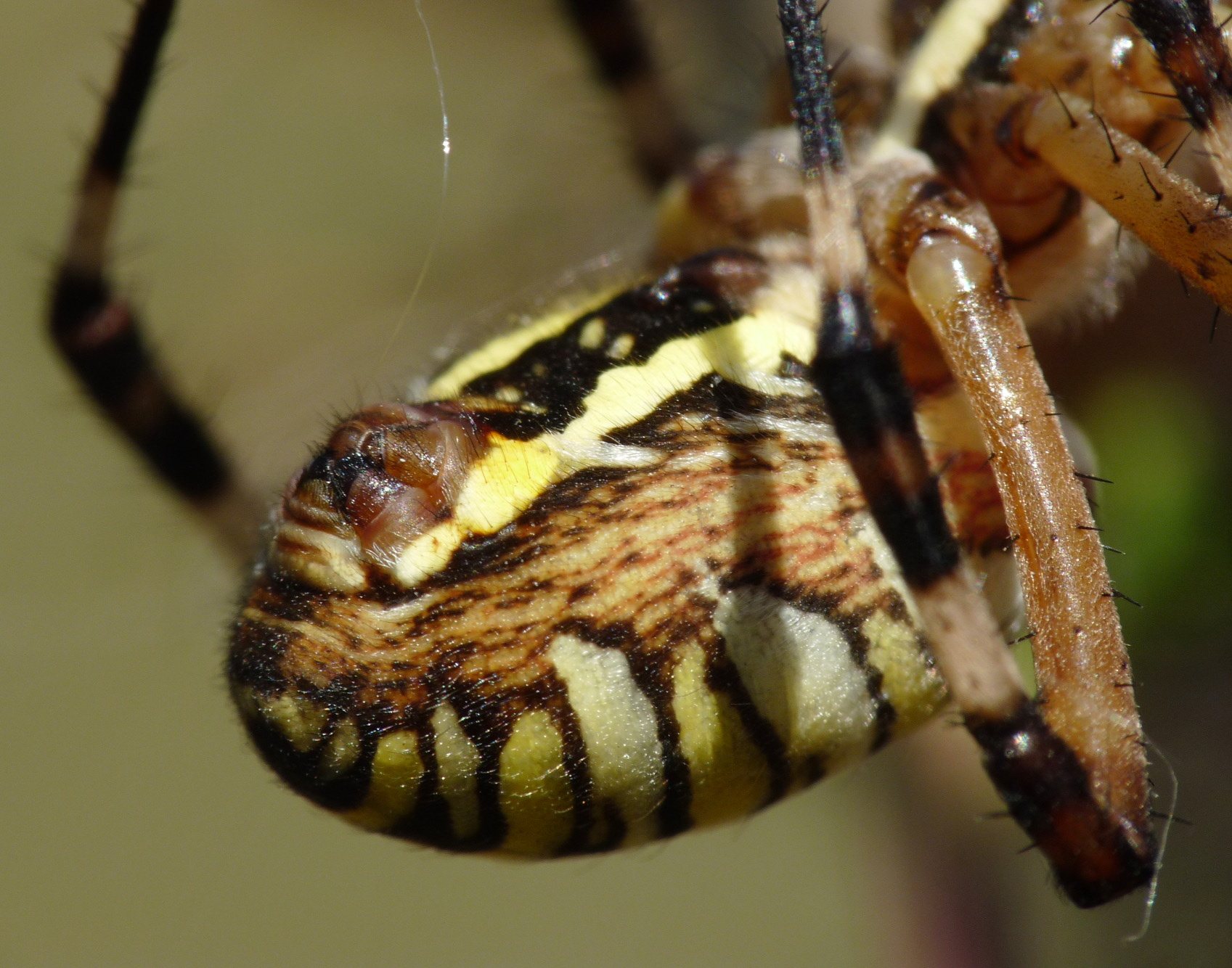
Filières compactes de l'Argiope frelon.

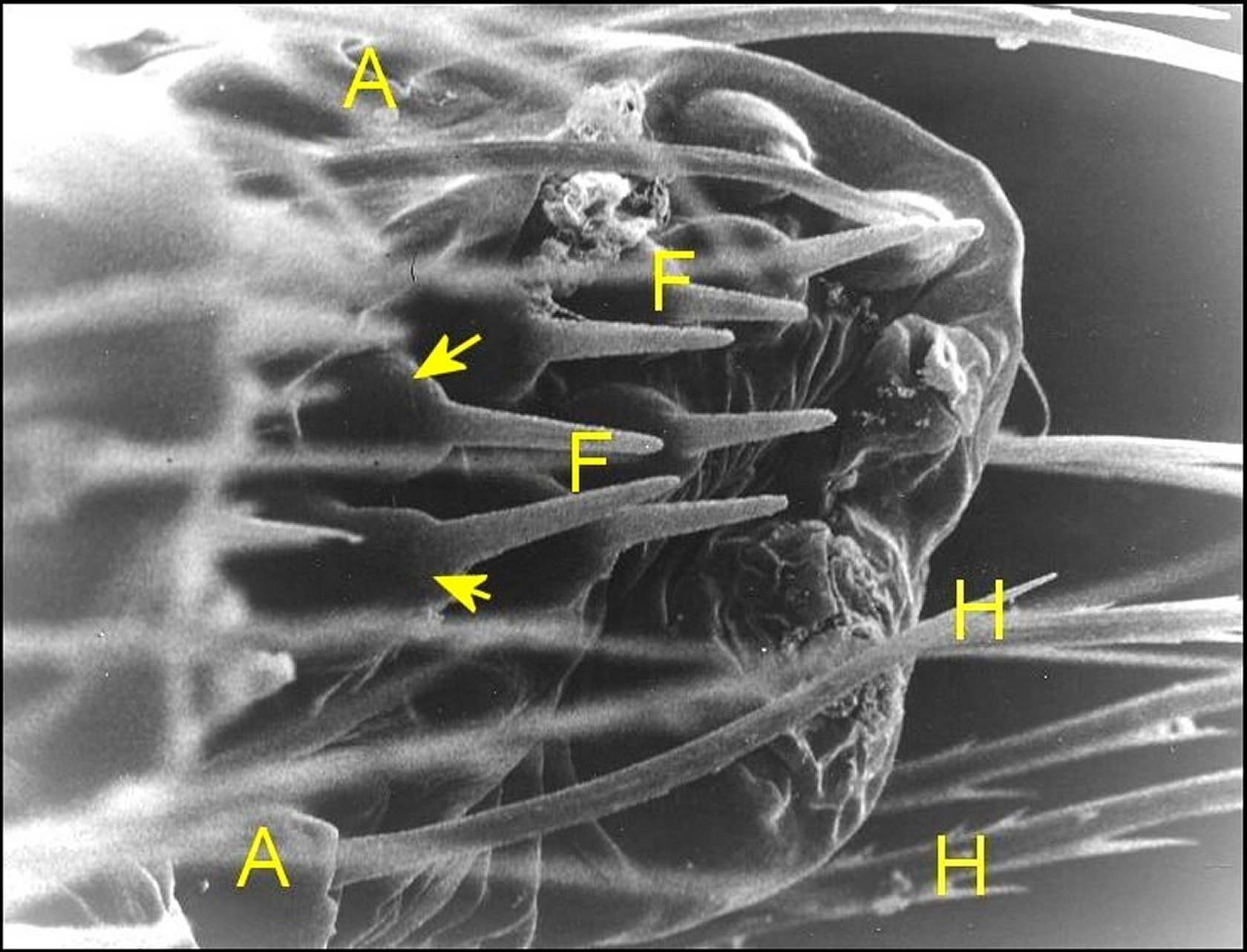
Filières médianes d, avec les fusules (F) et des poils (H), observés au microscope électronique à balayage.

Les filières sont des appendices retrouvés notamment chez les araignées et utilisés pour fabriquer la soie qui leur servira à tisser leur toile.
Généralement situées à la partie inférieure de l'abdomen (à l'extrémité chez les espèces les plus évoluées, au centre chez les plus primitives), et au nombre le plus souvent de six (mais il peut y en avoir quatre ou même deux), ces appendices forment des tiges parfois articulés qui sécrétent le liquide produit par les glandes séricigènes par une multitude de petits orifices situés à l'extrémité de chaque filière.
Les fils de soie sortant des fusules (orifices en forme de cône creux situé à l’extrémité des filières) sont en fait des fibrilles qui sont entrelacées en une sorte de ficelle. Chaque filière est ainsi indépendante des autres et elles travaillent ensemble pour former un seul fil.
Certaines espèces d'araignées produisent plusieurs types de soie.
Aphonopelma seemanni possède des filières sur ses pattes. L'hypothèse retenue pour l'origine de ces filières est que ces appendices étaient initialement utilisés comme aides à l'escalade et ont évolué par la suite pour la construction de toile.